# Hannie Rouweler

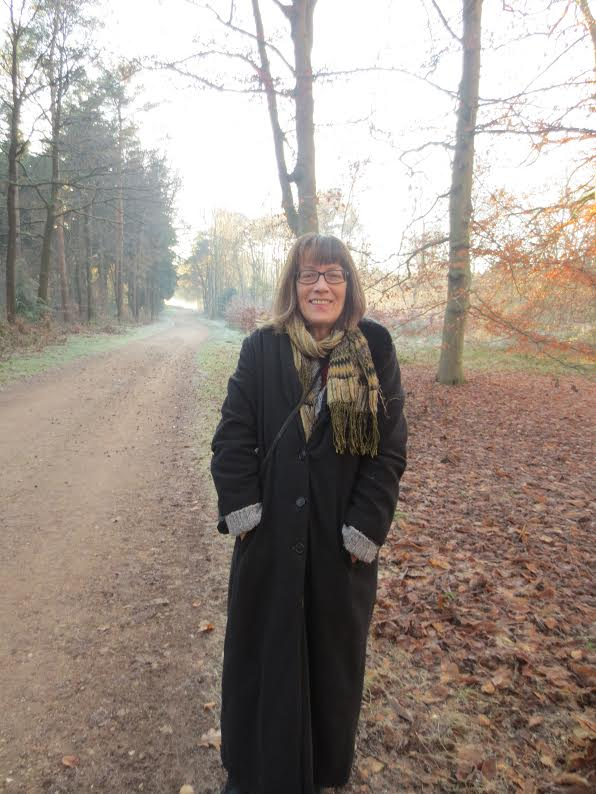
Hannie Rouweler, Leusden

Hannie Rouweler (Goor, 13 juni 1951) is een Nederlandse dichteres.

## Levensloop
Hannie Rouweler werd geboren in een rooms-katholiek gezin in het overwegend protestantse Goor. Haar eerste dichtpogingen gaan terug tot haar vijftiende levensjaar, maar ze was al een eind in de dertig toen in 1988 haar debuutbundel Regendruppels op het water verscheen. Daarna volgden de bundels elkaar snel op. Bovendien stelde Rouweler enkele poëziebloemlezingen samen. Gedichten zijn in ruim dertig talen vertaald. Enkele vertalingen verschenen bij buitenlandse universiteitsuitgeverijen, de overige bij Demer Press. Ze woonde diverse poëziefestivals bij.
Rouweler woonde langere tijd in Amsterdam, Enschede, Den Haag, Bloemendaal (Overveen), op het platteland in Groningen, en opnieuw in Twente, Goor. Ook verbleef ze enkele jaren in het buitenland (o.a. Israël, Verenigde Staten, Spanje). In 1981 kreeg ze een dochter, geboren in Amsterdam. Ze woonde van 2004 tot 2012 in België. In 2008 richtte ze Demer Uitgeverij op. Sinds eind 2012 woont ze weer in Nederland.

## Oeuvre, alleen Nederlandstalige dichtbundels, korte verhalen
- Regendruppels op het water (De Beuk, Amsterdam, 1988)
- Langs de vloedlijn (De Beuk, Amsterdam, 1989)
- Onder een glasplaat (De Beuk, Amsterdam, 1990)
- Langs de Rand (Facet, Antwerpen, 1990)
- Steen en huid (De Horizon, Hoorn, 1992)
- Reiziger naar het woord (Holmsterland, Groningen, 1993)
- Rivieren en Ravijnen (Holmsterland, Groningen, 1995)
- Ankerplaats (Zevenslapers, Antwerpen/Sibiu, 1995)
- Tekens van tijd (Holmsterland, Groningen, 1996)
- Bewegingen (P, Leuven, 1997)
- In de branding van de dag (Passage, Groningen, 1999)
- Skyline (P, Leuven, 2000)
- Uiterwaarden (Schoon Schip, Assen/Antwerpen, 2003)
- Vogel op steen (Passage, Groningen, 2005)
- Rozen verwelken, bloemen (bloemlezing uit haar werk; Wel, Bergen op Zoom, 2006)
- Wolken ankers (Hoenderbossche Verzen, Uden, 2008)
- Saturnus boven de Schelde (2008) samensteller groepsbundel 10 dichters, Demer Uitgeverij
- BLACK SUN, over de kunstenaar Tony Mafia, tweetalige uitgave: Nederlands en Engels (2008) samensteller groepsbundel 10 dichters, Demer Uitgeverij
- Nieuwe Gedichten (Demer Uitgeverij, 2009, 2012)
- Volmaakte aanwezigheid, volmaakt gemis (2000) (bloemlezing uit vrouwenpoëzie, met Lucienne Stassaert), P en Passage
- Uit het Noorden waait de muze aan - Dichters over Groningen (red. poëziebloemlezing; Passage, 2008)
- Langs beide oevers van de Maas - Dichters over Limburg (red. poëziebloemlezing; Kleinood & Grootzeer, 2009)
- Open doek, Sluiers- duo bundel Joris Iven en Hannie Rouweler (Demer Uitgeverij, 2009)
- Een reis langs Rood en Wit (Demer Uitgeverij, 2011)
- Klaprozen en Kamermuziek (Demer Uitgeverij, 2010), samenstellers Thierry Deleu en Hannie Rouweler, groepsbundel 10 dichters
- Avondluchten in Diepenbeek (Demer Uitgeverij, 2011)
- Rozentuin, klavierklanken, bloemlezing vrouwenpoëzie (zes dichteressen, Demer Uitgeverij, 2012)
- Acht dichteressen, Perpetuum Mobile (8 dichteressen van Demer Uitgeverij, Demer Uitgeverij, 2013)
- Blauw druifje (Demer Uitgeverij, 2014)
- Waterroos, korte novelle/thriller (Boekscout, 2015)
- Nachten in Valencia (korte thriller, Demer Uitgeverij, 2016)
- Dageraad, gedichten (Demer Uitgeverij, 2016)
- Genoeg aan de sterren, gedichten (Demer Uitgeverij, 2016)
- Terug naar Goor (korte thriller, Demer Uitgeverij, 2017)
- Good bye tot ziens, gedichten (Demer Uitgeverij, 2017)
- Rozen in December, gedichten (Demer Uitgeverij, 2017)
- Tiramisu Today, gedichten (Demer Uitgeverij, 2017)
- Dus niet voor niets, gedichten (Demer Uitgeverij, 2018)
- Etalagepoppen (verhaal, Demer Uitgeverij, 2018)
- Matjes en Vloerkleden, gedichten (Demer Uitgeverij, 2018)
- Twee zusjes in de regen (Demer Uitgeverij, 2020)
- Hand in Hand, groepsbundel (Demer Uitgeverij 2021)
- Ruim tien bundels in vertaling (Engels/Pools/Spaans/Frans/Roemeens) bij enkele universiteitsuitgeverijen, Demer Press
- Diverse tweetalige NL-E dichtbundels

- Bibliothèque nationale de France: cb15105325d (data)
- Digitale Bibliotheek voor de Nederlandse Letteren: rouw001
- Gemeinsame Normdatei: 136002927
- International Standard Name Identifier: 0000 0001 0946 9356
- Library of Congress Control Number: nb90618187
- Nederlandse Thesaurus van Auteursnamen: 073725641
- Virtual International Authority File: 306359
- WorldCat: E39PBJvt4Ctvq4vTgYqkRcQ6rq